# 多斯帕特
多斯帕特是位於保加利亞南部的城市。屬斯莫梁州。多斯帕特是多斯帕特行政區的中心都市。多斯帕特有水庫。

## 外部連結
- Official website of Dospat Municipality